# Лахорское сражение
Битва за Лахор (англ. Battle of Lahore; урду لاہور کی لڑائی‎; хинди लाहौर की लड़ाई) — вооружённое противостояние между войсками Индии и Пакистана, один из центральных эпизодов индо-пакистанской войны 1965 года. Бои за Лахор начались 6 сентября и продолжались до 23 сентября 1965 года. Точное число погибших неизвестно.

## Битва
В ночь c 5 на 6 сентября 1965 года индийские войска начали продвигаться к Лахору с трёх направлений: Амритсар-Лахор, Халра-Берки-Лахор и Хем-Каран-Касур. Подразделения Пакистана не были готовы к столь масштабному наступлению индийских войск, так как боевые действия до этого велись только на территории Кашмира. Уже к концу первого дня индийская пехота поддерживаемая тяжелой бронетехникой была в пределах досягаемости города Лахора, захватив часть лахорского округа.
Пакистанцы предприняли несколько контратак, тем самым им удалось снизить темп наступления индийских войск. После этого битва перешла в позиционное сражение. С 8 сентября пакистанские войска начали атаковать индийские населенные пункты в обход основного сражения за Лахор, индийцы были вынуждены отвлекать ресурсы и технику для того чтобы не дать пакистанцам прорваться к Амритсару.
23 сентября 1965 года Индия и Пакистан подписали мирный договор.

## Память
Пакистанский офицер Раджа Азиз Бхатти командовал ротой солдат недалеко от Лахора, в течение пяти суток без сна они вели бой с индийцами за стратегический канал Бамбавали-Рави-Бедиан. 11 сентября Раджа погиб. Посмертно награждён высшей военной наградой Пакистана — Нишан-я-Хайдер.
6 сентября каждого года в Пакистане отмечается День Обороны в память о героизме солдат в битве за Лахор.